# Ryza

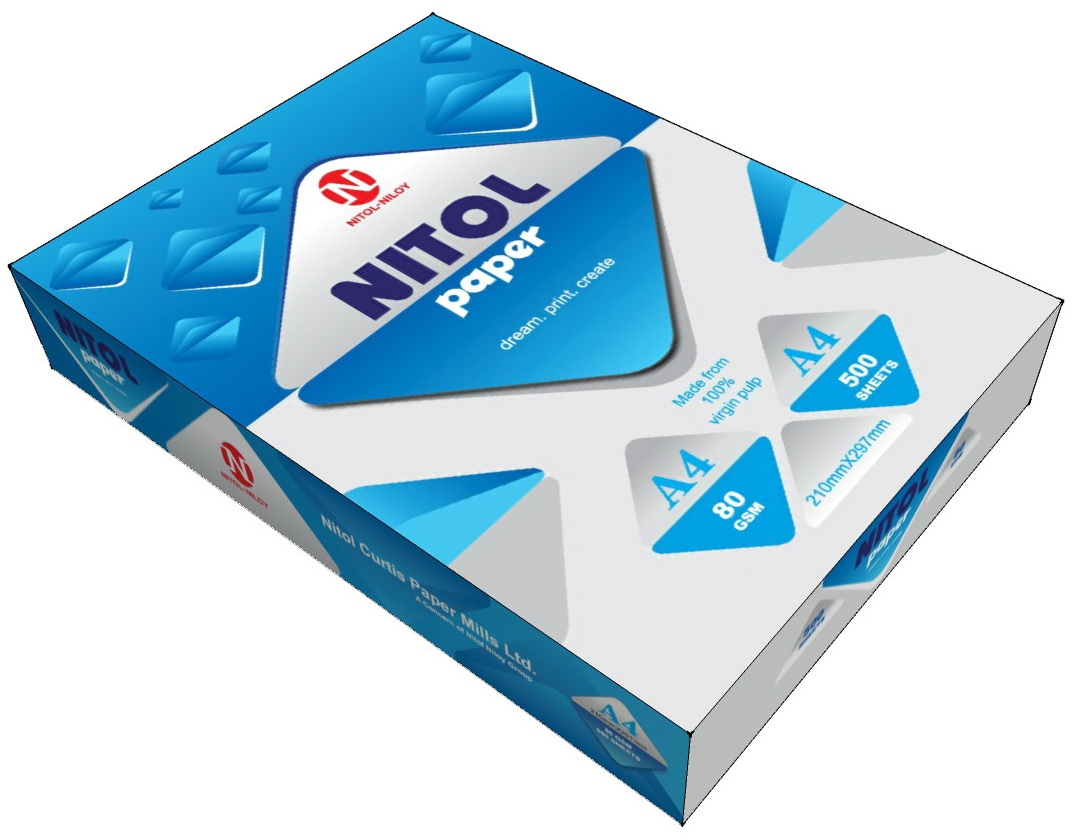
Ryza (opakowanie zawierające 500 arkuszy papieru formatu A4)

Ryza (od niem. Ries) – tradycyjna jednostka liczby arkuszy papieru. Początkowo liczyła 480 arkuszy papieru piśmiennego. Obecnie równa jest 500 arkuszom papieru przeznaczonego do druku o gramaturze 80g. Opakowania papierów z większą gramaturą mają mniejszą liczbę arkuszy (np. 125 arkuszy dla gramatury 350g).